# Perzina

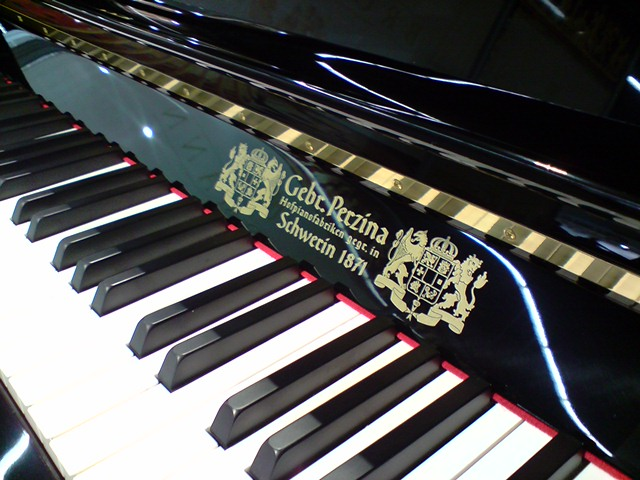
Sitio oficial de la empresa https://web.archive.org/web/20120110184029/http://www.yantaiperzina.com/

Perzina (Gebrüder Perzina) Formalmente Yantai Perzina Piano Manufacturing Co.
Dedicada a la fabricación de pianos. La compañía fue fundada en 1871 en Schwerin (actual Bundesland de Mecklemburgo-Pomerania Occidental) por los hermanos Julius y Albert Perzina.

## Historia
La historia del piano Perzina comienza el 1 de julio de 1871. En ese día Julio y Albert Perzina, abren su tienda en Schwerin, al norte de Alemania.
Julio y Albert eran los hijos de un constructor de pianos de Saxon y desearon continuar el trabajo de su padre. Los hermanos Perzina siguieron el entrenamiento arraigado en las tradiciones ricas del siglo, recibiendo el entrenamiento cuidadoso en todas las habilidades necesarias para construir el instrumento perfecto. Durante estos años de aprendizaje, viajaron  y aprendieron, trabajaron en muchas tiendas como jornaleros y ayudantes.
El 1 de julio de 1871 pintaron orgulloso "Gebrüder Perzina" (hermanos Perzina) en el aguilón dilapidado de una vieja fábrica de pianos en Schwerin. No era más que un taller grande adonde los hermanos  Perzina fueron a trabajar con 12 artesanos. El proceso estaba puramente según métodos tradicionales y totalmente manuales, de la artesanía en madera refinada al bastidor de los bastidores. En el primer año de operación 20 pianos fueron producidos. En esos días había casi 500 fábricas de pianos por toda Alemania de las cuales no hay menos de 150 en Berlín. Durante las primeras décadas del siglo XX, la mayor parte de estas compañías fallecieron. Pero Perzina sobrevivió.
Después de diversos cambios en la propiedad, y de una gran expansión comercial en países de Sudamérica, durante la Primera Guerra Mundial fue convertida en fábrica de hélices para  aviones Fokker. Posteriormente recuperó su actividad de fabricación de pianos. 
Con la división de Alemania después de la Segunda Guerra Mundial, fue la de menor calidad al quedar la fábrica en la zona comunista , donde la falta de materiales y menor búsqueda de calidad hizo mella en ésta y otras muchas marcas de piano alemanas.

## Producción de pianos Perzina
Perzina responsable de la organización de la transición económica, miró hacia el oeste para los nuevos inversores para Perzina. Esta fue una oportunidad única para que un grupo de inversionistas con experiencia en la producción y comercialización de pianos.
La compañía se reorganizó. El proceso de producción ha sido completamente modernizado. Así, nace un joven piano chino Perzina, con un nombre de 130 años, ahora está disponible de nuevo en todo el mundo, se escucha de nuevo el nombre de la firma  Gebrüder Perzina.
Hoy en día, los pianos Perzina se ensamblan en China. Por Yantai Perzina Piano Manufacturing Co.